# Улица Подвойского (Санкт-Петербург)
Улица Подво́йского — улица в Невском административном районе Санкт-Петербурга на территории исторического района Весёлый Посёлок. Проходит от Дальневосточного проспекта до улицы Лопатина. Движение двухполосное в обе стороны.

## История
Застройка этой территории жилыми домами началась в 70-е годы XX века. Магистраль получила своё имя в честь революционера Николая Ильича Подвойского.
Улица пересекает реку Оккервиль — через неё перекинут одноимённый с улицей мост.
В 2007 году улица Подвойского была продлена до Дальневосточного проспекта (ранее она оканчивалась на пересечении с улицей Белышева), что связано со строительством ряда гипермаркетов на территории пустыря, который ранее располагался между Дальневосточным проспектом и улицей Белышева.

## Достопримечательности
- Парк Строителей
- Храм святого Первоверховного апостола Петра[3].
- На здании АТС (которое расположено на перекрёстке с Искровским проспектом) установлена мемориальная доска, на которой указано, когда была проложена улица и в честь кого она названа.
- К нечётной стороне улицы, около пересечения с проспектом Большевиков, примыкает парк имени Есенина.

## Транспорт
По улице Подвойского проходит ряд маршрутов автобуса №№ 97, 161, 169 и 209, а так же маршрут троллейбуса №33

## Пересечения
- улица Лопатина
- проспект Солидарности
- Товарищеский проспект
- проспект Большевиков
- Искровский проспект
- улица Белышева
- Нерчинская улица
- Дальневосточный проспект

## Здания и сооружения
По чётной стороне:
- дом 38 — социально-культурный центр «Буревестник» в Невском районе Петербурга, бывшее здание одноимённого кинотеатра. Основная функция СКЦ «Буревестник» — организация досуга и отдыха для жителей близлежащих районов[4]